# ناشناس (فیلم ۱۹۹۷)
ناشناس (انگلیسی: Incognito) یک فیلم سینمایی آمریکایی در ژانر داستان جنایی محصول سال ۱۹۹۷ میلادی به کارگردانی جان بدهام و با بازی جیسون پاتریک، جاناتان نیوث و ایرن ژاکوب. این فیلم توسط جوردن کاتز نوشته شده‌است دربارهٔ یک جعل هنری می‌باشد.

## تولید
فیلمبرداری در پاریس، پایتخت فرانسه انجام شد.